# Oblężenie Trypolisu (1551)
Oblężenie Trypolisu miało miejsce w roku 1551, kiedy Turcy osmańscy oblegali i pokonali Rycerzy z Malty w fortecy Trypolis, dzisiejsza Libia. Hiszpanie zbudowali fort w Trypolisie w roku 1510, a w roku 1530 cesarz Karol V przekazał go Rycerzom. Oblężenie osiągnęło punkt kulminacyjny w czasie 6-dniowego ostrzeliwania twierdzy i poddaniu się obrońców w dniu 15 sierpnia 1551 roku.
Oblężenie Trypolisu nastąpiło po wcześniejszym ataku na Maltę w lipcu tego roku, odpartym przez wyspiarzy, oraz udanej inwazji na Gozo, po której 5000 chrześcijańskich mieszkańców zostało porwanych i wywiezionych na galerach w kierunku Trypolisu.

## Oblężenie

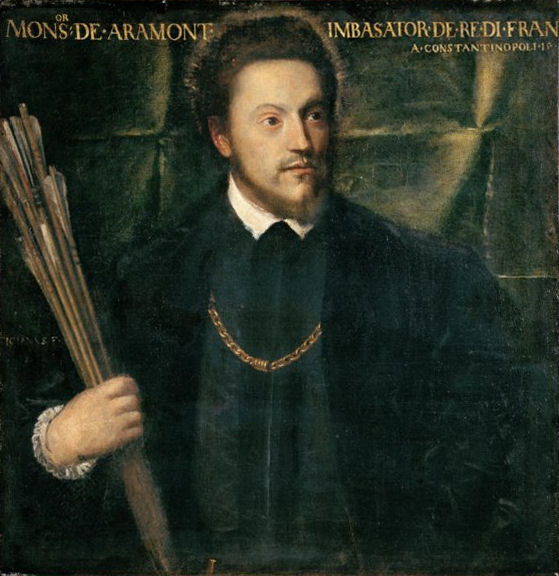
Francuski ambasador przy Wysokiej Porcie Gabriel de Luetz d'Aramon, był obecny przy oblężeniu.

Miasto było pod komendą Gasparda de Vallier, z 30 rycerzami (niektórzy autorzy podają liczbę 200) oraz 630 kalabryjskimi i sycylijskimi najemnikami. Od roku 1531 Turcy osmańscy znajdowali się w mieście Tadżura, 20 km na wschód, gdzie Hajraddin Barbarossa miał swoją bazę. Oblegający otoczyli fort, i ustawili trzy baterie artyleryjskie, po 12 dział każda.
Francuski ambasador przy Wysokiej Porcie Gabriel de Luetz d'Aramon, dołączył, wraz z dwoma galerami i galeotą, do floty osmańskiej w Trypolisie. Oficjalną misją ambasadora, na prośbę Wielkiego Mistrza Zakonu Maltańskiego, było odwieść Turków od oblegania i zdobycia Trypolisu, ponieważ Malta nie była uznana jako wróg przez sojusz francusko-turecki przeciwko Habsburgom. Według późniejszych raportów, kiedy Sinan Pasza i Turgut odmówili zaprzestania oblężenia, powołując się na rozkazy usunięcia Rycerzy Maltańskich z Afryki, d’Aramon zagroził popłynięciem do Konstantynopola, aby apelować do sułtana Sulejmana, lecz został zatrzymany aż do końca oblężenia.
Żołnierze w forcie wkrótce się zbuntowali, i rozpoczęły się negocjacje na temat kapitulacji. Miasto zostało zdobyte 15 sierpnia 1551 roku przez Sinana Paszę, po sześciu dniach ostrzeliwania. Rycerze, w większości Francuzi, powrócili na pokładzie swoich galer, po interwencji francuskiego ambasadora, na Maltę, zaś najemnicy zostali wzięci w niewolę. Gubernatorem zdobytego miasta został Murād Agha, turecki dowódca Tajury od roku 1536.
Nicolas de Villegaignon, przyszły eksplorator Brazylii, był w Trypolisie podczas oblężenia, i w roku 1553 napisał z tego relację.

## Następstwa

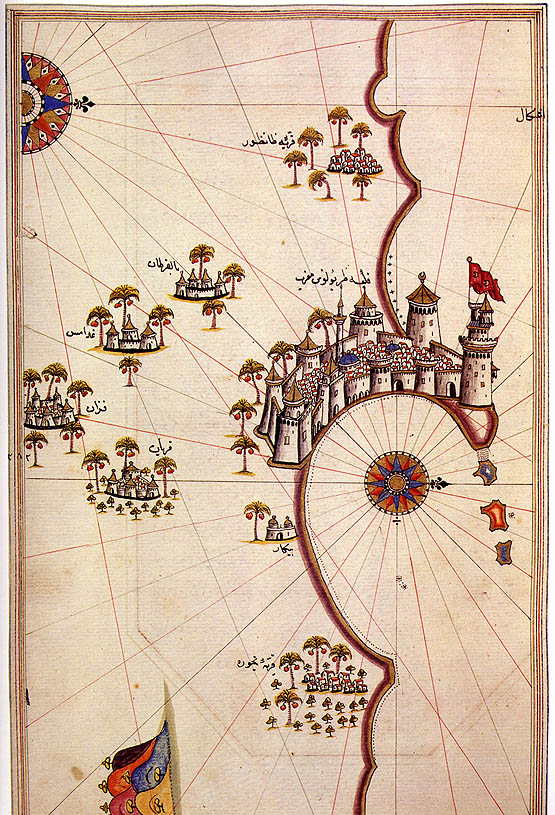
Historyczna mapa Trypolisu, wykonana przez Piri Reisa.

Już z Malty, d’Aramon napisał list do króla Henryka, opisując swoją interwencję. Rola d’Aramona była szeroko krytykowana przez cesarza Karola V i papieża Juliusza III, w związku z podejrzeniem zachęcania Osmanów do zajęcia Trypolisu. Okazało się, że d’Aramon brał udział w zwycięskim bankiecie Turków, potęgując podejrzenia co do jego roli w czasie oblężenia, i prowadząc do stwierdzenia przez Karola V, że Francja brała udział w oblężeniu. W każdym razie, d’Aramon miał szczególne relacje z Turkami, i był świadom, że upadek Trypolisu stanowi poważny problem dla Karola V.

Nicolas de Villegaignon brał udział w obronie trypolisu jako Rycerz Maltański.

Po powrocie na Maltę, Gaspard de Vallier był mocno krytykowany przez Wielkiego Mistrza Juana de Homedes y Coscon, który chciał go obarczyć całą winą za upadek miasta. Został postawiony przed sądem, i odebrano mu habit i krzyż zakonny. Był on jednak twardo broniony przez rycerza Zakonu Nicolasa de Villegaignon, który obnażył dwulicowość de Homedesa.
Oblężenie Trypolisu było pierwszym krokiem do wojny włoskiej 1551-1559 na terytorium Europy, zaś na Morzu Śródziemnym francuskie galery w Marsylii dostały rozkazy dołączenia do floty osmańskiej.
W roku 1553 Turgut został mianowany przez sułtana na dowódcę Trypolisu, robiąc miasto ważnym centrum pirackich wypraw na Morzu Śródziemnym, oraz stolicą osmańskiej prowincji Trypolitania. Podczas słynnej pirackiej wyprawy z Trypolisu w roku 1558, Turgut zaatakował Reggio, i porwał wszystkich mieszkańców do Trypolisu jako niewolników.
W roku 1560 wysłane zostały bardzo silne siły morskie w celu odbicia Trypolisu, lecz flota ta została pokonana w bitwie o Dżerbę.